# Télégramme (valse)
Télégramme (Telegramme en allemand) est une valse de Johann Strauss II (op. 318). L'œuvre est créée le 12 février 1867 dans la salle Sofienbad de Vienne.

## Histoire
La valse est composée en 1867 pour le bal du carnaval de l'Association des journalistes et du club de presse Concordia. Strauss doit terminer la composition bien avant la première, car la version imprimée est déjà disponible au même moment. À cette époque, il s’écoule toujours un certain temps entre la réalisation et l’impression d’une œuvre. Johann Strauss fait jouer généralement d'abord ses œuvres, puis les publie pour impression par l'intermédiaire de son éditeur. 
La valse contient de belles mélodies et est initialement bien accueillie. En conséquence, l’œuvre disparaît ensuite des répertoires de concert, à cause du grand nombre de compositions de Strauss au cours de ces années-là, lesquelles se faisaient concurrence durant les concerts.

## Durée
Sa durée d'exécution est de 9 minutes et 31 secondes. Elle peut varier selon l'interprétation musicale du chef d'orchestre.

## Postérité
La pièce est jouée lors du célèbre concert du nouvel an à Vienne en 1950 dirigé par Clemens Krauss.